# Shikasta
Shikasta (titre original : Re: Colonised Planet 5, Shikasta, souvent raccourci en Shikasta) est un roman de science-fiction écrit par Doris Lessing ; c'est le premier des cinq livres de sa série intitulée Canopus dans Argo.
Sous-titré dans la version originale Personal, psychological, historical documents relating to visit by Johor (George Sherban) Emissary (Grade 9) 87th of the Period of the Last Days (documents personnels, psychologiques et historiques liés à la visite de Johor, émissaire de la période des Derniers Jours), Shikasta est le récit de l'histoire de la planète ainsi nommée par les envoyés de Canopus (et dont il n'est pas tout à fait clair que ce soit notre Terre, ou seulement une version allégorique de celle-ci) sous l'influence de trois empires galactiques, Canopus, Sirius, et leur ennemi mutuel, Puttoria. Le livre se présente sous la forme d'une série de rapports écrits par des émissaires canopéens envoyés sur Shikasta, documentant la préhistoire de la planète, sa dégénérescence morale aboutissant au « siècle de la Destruction » (le XXe siècle), et enfin l'Apocalypse (la Troisième Guerre mondiale).
Shikasta s'inspire des traditions monothéistes et plus particulièrement de l'Ancien Testament, mais est aussi influencé par les thèmes spirituels et mystiques du soufisme, un système de croyances islamiques auquel Doris Lessing s'est intéressée au milieu des années 1960. Le livre représente un tournant majeur dans ses écrits, abandonnant le réalisme pour la science-fiction, ce qui a déçu beaucoup de ses lecteurs. Il a reçu un accueil mitigé de la part des critiques. Certains ont été impressionnés par la portée et la vision du livre, un critique l'ayant qualifié d'« œuvre audacieuse et troublante de l'un des plus grands écrivains actuels ». D'autres ont critiqué la morosité du roman et le fait que l'humanité y soit présentée sans aucun libre arbitre, son destin reposant entre les mains d'empires galactiques.

## Résumé
Les Canopéens, formant un empire galactique bienveillant centré sur l'étoile Canopus (dans l'ancienne constellation du Navire Argo, d'où le nom du cycle) colonisent une jeune et prometteuse planète (la planète 5 du sous-titre) qu'ils nomment Rohanda (« la fertile »). Ils protègent sa population humanoïde et accélèrent son évolution. Lorsque ceux-ci sont prêts, Canopus crée un Lien utilisant les « courants astraux » entre Rohanda et les énergies spirituelles de l'empire canopéen. Durant ce temps, deux autres empires ont également établi leur présence sur Rohanda : l'empire sirien, allié de Canopus, et leur ennemi mutuel, Puttoria. Durant la préhistoire de Rohanda, les Siriens limitent essentiellement leurs activités à des expériences génétiques sur les continents de l'hémisphère sud (les détails en sont décrits dans le troisième livre du cycle, Les Expériences siriennes), tandis que les émissaires de Puttoria (tous venus de la planète Shammat) restent inactifs et ignorés des deux autres empires, attendant leur heure pour intervenir.
Durant de nombreux millénaires, les natifs de Rohanda prospèrent dans un climat de coexistence pacifique et de développement accéléré, entretenu par Canopus. Puis un « réalignement cosmique » imprévu rompt le Lien. Privés des ressources de Canopus, et du flot régulier d'une substance appelée SAF (« substance absolue de fraternité »), les natifs développent une maladie dégénérative dont les symptômes physiques sont le vieillissement, mais qui pousse surtout les individus à faire passer leurs besoins personnels avant ceux de la communauté. Shammat exploite alors cette perturbation pour saper l'influence de Canopus en contaminant les natifs de leurs mœurs maléfiques. La dégénérescence de Rohanda, rongée par la cupidité et le conflit, amène à regret les Canopéens à la renommer Shikasta (« la brisée »). Il devient clair dans la suite du livre que Shikasta est notre Terre,,, ou peut-être une version allégorique de celle-ci,,.
Pour tenter de sauver les projets de Canopus envers Shikasta, et de lutter contre le déclin des natifs, des émissaires canopéens sont envoyés sur la planète. L'un d'eux, Johor (dont les rapports constituent l'essentiel du roman), prend ainsi la forme d'un natif et tente d'identifier les individus n'ayant pas encore trop dégénéré, et susceptibles d'être sensibles à ses instructions correctrices ; il envoie ceux qu'il a ainsi convertis fonder de petites communautés retrouvant l'esprit de l'époque de Rohanda, mais sans la SAF et face à l'influence de Shammat, c'est une cause perdue d'avance, et le déclin de Shikasta ne fait que s'amplifier. Le XXe siècle voit la planète sombrer dans la guerre et la destruction. Johor revient, mais cette fois en se réincarnant (après un passage par la Zone 6) en un Shikastien, George Sherban. Alors que Sherban grandit, il prend contact avec d'autres Canopéens et continue son travail d'aide, mais la famine et le chômage s'amplifient, et l'anarchie s'installe.
À la veille d'une Troisième Guerre mondiale, Sherban et d'autres émissaires déplacent un petit nombre de Shikastéens prometteurs vers des lieux reculés où ils pourront échapper à l'holocauste nucléaire. Il prend également part à un procès fait par la Chine à tous les Européens pour les crimes du colonialisme, au cours duquel il persuade le public que l'Europe n'était pas la seule coupable.
La guerre anéantit 99 % de la population de Shikasta, et provoque l'autodestruction et le départ des émissaires de Shammat, qui en étaient largement responsables. Les Canopéens aident les survivants à rebâtir et à se réaligner avec Canopus. Avec un Lien renforcé et la SAF se diffusant librement à nouveau, l'harmonie et la prospérité reviennent sur Shikasta.

## Contexte de l'écriture du roman

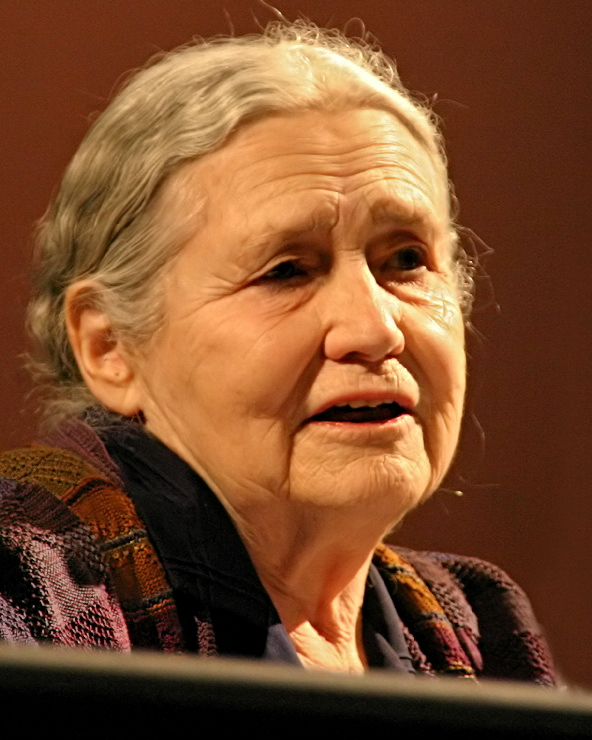
Doris Lessing à un festival de littérature à Cologne en 2006.

Au milieu des années 1960, Doris Lessing s'est intéressée au soufisme après avoir lu le livre d'Idries Shah, The Sufis. Elle a décrit ce livre comme « le plus surprenant qu'elle ait lu », affirmant qu'il avait « changé sa vie ». Par la suite, elle devait rencontrer Shah, qui devint « un bon ami et un maître ». Au début des années 1970, Doris Lessing commença à écrire des romans explorant l'« espace intérieur », parmi lesquels Descente aux enfers (1971) et Mémoires d'une survivante (1974). L'écriture de Shikasta, dans lequel elle utilise de nombreux concepts soufis, s'inscrit dans ce changement de style.
Shikasta était prévu pour être « un seul livre se suffisant à lui-même », mais à mesure que son univers imaginaire se développait, elle se rendit compte qu'elle avait des idées pour plus d'un livre, et finit par en écrire une série de cinq, Canopus dans Argo. L'histoire de Shikasta est racontée à nouveau dans le troisième livre, Les Expériences siriennes, cette fois du point de vue de Sirius. Shikasta est également mentionnée dans le quatrième livre de la série, L'Invention du représentant de la planète 8 (Canopus avait prévu de transférer sur Rowanda les malheureux habitants de la planète 8, avant la catastrophe de la rupture du Lien), et les Zones, brièvement mentionnées dans Shikasta, sont le sujet du deuxième livre, Mariages entre les zones trois, quatre et cinq.
Shikasta et les autres romans de la série appartiennent au domaine de la soft science-fiction, parce qu'ils se focalisent sur les questions de culture, de sociologie et de psychologie, et ne rentrent pas dans les détails technologiques.
Robert Alter a écrit dans le New York Times que ce type de récit appartenait à un genre appelé par Northrop Frye « anatomie », « une combinaison de fantasy et d'éthique ». Gore Vidal a situé ces écrits de Doris Lessing « quelque part entre John Milton et L. Ron Hubbard ».

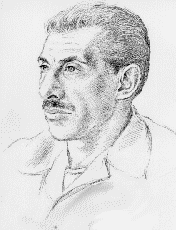
Idries Shah, qui a initié Doris Lessing au soufisme.

Ce passage de Doris Lessing à la science-fiction ne fut pas toujours bien accueilli par les lecteurs et les critiques,. À cette époque, elle était considérée comme « un des écrivains les plus honnêtes, intelligents et engagés de son temps », et les lecteurs occidentaux, peu familiers du soufisme, furent consternés de voir qu'elle avait abandonné sa « vision rationnelle du monde » ; George Stade se plaint dans le New York Times que « notre Grande Maîtresse du lumpen-réalisme est soudain devenue religieuse ». Ces réactions aux deux premiers livres de la série amenèrent Lessing à écrire dans la préface au troisième livre, Les Expériences siriennes :

« J'aimerais tant que les critiques et les lecteurs puisse voir cette série, Canopus dans Argos : Archives, comme un cadre qui me permet de raconter (je l'espère) un ou deux contes séduisants ; de me remettre en question ; d'explorer des idées et des possibilités sociologiques. »

D'autres critiques de la série suivirent, dont ce commentaire du critique du New York Times John Leonard : « Un des nombreux péchés dont le XXe siècle sera tenu pour responsable sera d'avoir découragé Mme Lessing... À présent, elle prêche notre insignifiance au milieu du feu d'artifice cosmique ». Doris Lessing répondit en disant : « Ce qu'ils n'ont pas compris, c'est que la science-fiction est l'une des meilleures forme de fiction sociale de notre époque. J'admire aussi la science-fiction classique, comme La Musique du sang, de Greg Bear. C'est un grand écrivain. ». Lessing ajoutait, pour excuser le manque de réalisme scientifique de ses ouvrages, qu'elle aurait aimé écrire des histoires sur les naines blanches, les fusées propulsées par l'antigravité ou les quarks charmés, mais que « tout le monde ne peut pas être physicien ».
Lessing a dédicacé Shikasta à son père. Alors qu'elle était encore enfant en Rhodésie du Sud (le Zimbabwe actuel), il levait souvent les yeux vers le ciel étoilé en disant « Ça fait réfléchir – il y a tellement de mondes là-haut, ce ne serait pas vraiment grave si on se faisait sauter – il en reste plein de là d'où on vient. ». Shikasta a donné lieu à un véritable culte en Amérique. Doris Lessing a dit dans une interview que ses adeptes lui écrivaient en lui demandant « Quand allons-nous être visité par les dieux ?», et que lorsqu'elle expliquait que « ce n'était pas une cosmologie ; tout était inventé », ils répondaient « Ah, vous nous mettez juste à l'épreuve ».

## Analyse
Le nom « Shikasta » vient du mot persan شکسته (shekasteh) signifiant « brisé », souvent utilisé dans le nom complet du style de calligraphie iranienne, shekasteh nastaʿlīq. Shikasta n'est jamais identifiée à notre Terre dans le livre, mais de nombreux critiques estiment que ses similarités avec notre histoire montrent clairement que Shikasta est la Terre, vue par les Canopéens,, ; plusieurs des documents du livre censés être écrits par des Shikastiens se réfèrent à des lieux et à des pays terrestres. Cependant, d'autres critiques interprètent Shikasta comme une Terre allégorique, dont l'histoire parallèle dévie de la nôtre de temps en temps.
Shikasta a été appelé un antiroman, et un roman architectural. Cette histoire de la planète Shikasta racontée du point de vue de Canopus se veut une étude de cas pour les « étudiants de première année de la Règle Coloniale canopéenne » ; elle se présente sous la forme d'un ensemble de rapports d'émissaires de Canopus, d'extraits de l'ouvrage de référence Histoire de Shikasta, et de copies de lettres et de journaux intimes écrits par des Shikastiens. L'histoire de Shikasta, surveillée par les Canopéens virtuellement immortels, s'étend de la préhistoire de Rohanda au « siècle de la Destruction » (le XXe siècle) et se prolonge dans un futur apocalyptique où les Chinois occupent une Europe en ruines et où se déclenche la Troisième Guerre mondiale ; le livre se voudrait la « vraie » histoire de notre planète.
Shikasta fait de nombreuses allusions et références à l'Ancien Testament et à plusieurs thèmes judéo-chrétiens, ainsi qu'au gnosticisme et au soufisme,. La SAF (Substance Absolue de Fraternité, SOWF = Substance-Of-We-Feeling dans l'original), la « nourriture spirituelle » s'écoulant de Canopus vers Shikasta, est en revanche un mot qu'elle a inventé, avec une prononciation similaire à Sufi. Des critiques ont pu voir Shikasta comme une « réécriture de la Bible », Dieu et ses anges étant en fait l'interprétation que les Shikastiens donnent de Canopus et de ses émissaires, et le combat entre Canopus et Shammat une métaphore de « la lutte éternelle entre le bien et le mal », tandis que la maladie dégénérative qui frappe Shikasta correspondrait au péché originel ; Doris Lessing elle-même a dit que la guerre totale de la fin du roman représentait l'Apocalypse. Phyllis Sternberg Perrakis a écrit dans The Journal of Bahá’í Studies que Shikasta était la « narration symbolique de la venue d'un nouveau prophète sur une planète ressemblant à la Terre », et le rattache aux principes de la religion bahaïe.

## Réception
Paul Gray a écrit dans le Time que les documents constituant Shikasta permettent à Doris Lessing d'étendre le roman sur de vastes périodes de temps, et de « changer dramatiquement de perspective, du presque infini au minuscule ». Il affirme que la cohérence du livre tient justement dans sa diversité, et note qu'elle entrelace de « vastes desseins » et des « configurations d'immenses puissances » avec des « passages poignants et douloureux ». Paul Gray voit Shikasta comme plus proche des Voyages de Gulliver et de l'Ancien Testament que de Buck Rogers, et pense qu'il risque de décevoir des lecteurs prenant cette « fiction spatiale » pour de la science-fiction traditionnelle. Il est quelque peu « insatisfait » par cette sombre vision de l'histoire de la Terre, où Doris Lessing suggère que les humains « ne pouvaient pas... s'empêcher de faire les dégâts qu'ils ont faits, que leurs bévues ont toutes été conséquence d'un petit raté cosmique », mais ajoute que même si on ne souscrit pas à ses théories, le livre reste agréable, « et même furieusement stimulant à chaque page » ; en résumé, il décrit Shikasta comme « une œuvre audacieuse et troublante de l'un des plus grands écrivains actuels ».
Gore Vidal a écrit dans The New York Review of Books que Shikasta est un « travail montrant une formidable imagination ». Présentant Doris Lessing comme « un maître de l'écriture eschatologique », il ajoute néanmoins que bien que ses descriptions de Londres en phase terminale soient « très réalistes », le livre dans son ensemble ne lui semble « jamais tout à fait assez réel ». Vidal estime aussi que la Zone 6, le plan d'existence des morts en attente de réincarnation, n'est pas aussi convaincant que la Contrée Aride d'Ursula K. Le Guin. Il compare Canopus et Shammat au Dieu et au Satan de Milton dans Le Paradis perdu, mais alors que « le rejet par Lucifer... de son écrivain créateur est une chose impressionnante », la race humaine de Shikasta, privée de libre arbitre, est trop passive et sans intérêt, ce que Gore Vidal attribue à l'abandon de Doris Lessing au soufisme, et non à une incapacité à créer des personnages convaincants.
Dans sa critique pour le New York Times, George Stade écrit que Shikasta « nous oblige à réfléchir à... ce que nous sommes, comment nous en sommes arrivés là et où cela nous mène », mais déplore que le livre soit rempli de « faux espoirs », et que le salut de l'humanité semble reposer sur « des émanations théosophiques, des influences cosmiques, des puissances occultes, des visitations spirituelles et des vibrations stellaires ». Lorsque le flot de SAF se tarit, et que les Shikastiens dégénèrent, Doris Lessing « les accuse, mais les disculpe », impliquant que les humains sont mauvais, mais que ce n'est pas leur faute . Bien qu'il complimente Doris Lessing pour les satires du livre, et pour sa description de la Zone 6, qu'il dit avoir « la beauté surnaturelle des anciens textes gnostiques », il « désapprouve » le roman dans son ensemble, mais ajoute que « ça ne veut pas dire que je n'ai pas aimé le lire ».
Dans le Los Angeles Times. M. G. Lord appelle Shikasta une épopée, et soupçonne le comité Nobel d'y avoir pensé en décrivant Doris Lessing comme « la conteuse épique de l'expérience féminine », . Thelma J. Shinn , dans son livre Worlds Within Women: Myth and Mythmaking in Fantastic Literature by Women (Les mondes intérieurs des femmes : mythes et création de mythes dans la littérature fantastique), juge l'histoire de l'humanité racontée par Shikasta « pessimiste, mais convaincante ». Infinity Plus décrit Shikasta comme « un roman grand public utilisant des idées de science-fiction », et remarque que bien que Doris Lessing n'ait pas prédit la chute de l'Union soviétique et l'omniprésence des ordinateurs, le roman semble « à peine daté » en raison de son approche « astucieusement non-spécifique ».
Le webzine Journey to the Sea a décrit l'incorporation de textes de la Bible comme « divertissante et intrigante », et remarque que cela remet en question le rejet des textes sacrés par la pensée rationnelle, allant jusqu'à suggérer qu'ils puissent être vrais « avec suffisamment d'imagination ».
À la suite de la mort de Doris Lessing en 2013, The Guardian a placé Shikasta dans sa liste de ses cinq meilleurs livres.